# الزوجة تعرف أكثر (فلم)
الزوجة تعرف أكثر هو فيلم دراما مصري من إخراج خليل شوقي وبطولة فاروق الفيشاوي، إلهام شاهين، معالي زايد وصلاح ذو الفقار. صدر الفيلم في 12 أكتوبر 1987.

## نبذه
يتخلى عصام عن خطيبته وفاء ليتزوج من منى ويباشر أعمال والدها ويكون ثروة كبيرة، تتخطى وفاء أزمتها وتتزوج من رئيس الشركة التي تعمل بها مما يثير قلق ابنته ليلى وزوجها محسن، فهما يريدان الاستحواذ على ثروة والدها، يضيق عصام بحياته مع منى، ويتردد على وفاء طالبًا ودها لكنها تصده.

## طاقم العمل
- فاروق الفيشاوي بدور عصام حلمي
- إلهام شاهين بدور منى
- معالي زايد بدور وفاء
- صلاح ذو الفقار بدور رفعت الدمنهوري
- صلاح نظمي بدور دكتور كامل
- فريدة سيف النصر بدور نعمة الراقصة

## وصلات خارجية
- مقالات تستعمل روابط فنية بلا صلة مع ويكي بيانات